# Mois de la Photo
Mois de la Photo (česky Měsíc fotografie) je umělecký festival věnovaný fotografii, který se koná každé dva roky v listopadu v Paříži.
Přehlídka se pořádá od roku 1980 a o její průběh se stará organizace Paris photographique založená roku 2004.. Na festivalu se pravidelně podílí mnoho významných kulturních institucí jako Maison européenne de la photographie, Galerie nationale du Jeu de Paume, Francouzská národní knihovna, Fondation Cartier, pařížská radnice a pařížské galerie.